# Alois Wagner (Bischof)
Alois Wagner (* 20. März 1924 in Leopoldschlag bei Freistadt; † 25. Februar 2002 in Linz an der Donau) war ein österreichischer Titularerzbischof der römisch-katholischen Kirche, der als „Entwicklungshilfe-Bischof“ des Vatikans bekannt war.

## Leben

### Ausbildung und Werdegang
Alois Wagner wurde als erstes von fünf Kindern einer Kleinlandwirtsfamilie im Mühlviertel geboren. Nach dem Besuch des Gymnasiums in Linz (Petrinum) und nach dessen Schließung durch die Nationalsozialisten in Ried im Innkreis, wurde er mit 20 Jahren 1944 zur Wehrmacht eingezogen. Wagner geriet in britische Kriegsgefangenschaft und kehrte erst 1946 zurück. Er studierte katholische Theologie an der Katholisch-Theologischen Universität in Linz und an der Päpstlichen Universität Gregoriana in Rom, wo er 1952 zum Priester geweiht wurde. 1955 wurde Wagner an der Gregoriana promoviert. Seine erste seelsorgerische Tätigkeit führte Wagner in verschiedene oberösterreichische Pfarreien. 1958 wurde er Seelsorger der Katholischen Landjugend. Mit diesen gründete er 1968 den Österreichischen Entwicklungsdienst (ÖED). 1962 wurde er zum Professor für Pastoraltheologie an die damalige Philosophisch-theologische Diözesanlehranstalt in Linz berufen.

### Bischofsamt
Am 1. September 1969 ernannte ihn Papst Paul VI. zum Titularbischof von Siccenna und zum Weihbischof in Linz. Die Bischofsweihe spendete ihm der Linzer Bischof Franz Sales Zauner am 26. Oktober desselben Jahres. Mitkonsekratoren waren der Bischof von Tororo, James Odongo, und der österreichische Militärbischof Franz Žak. Diözesanbischof Franz Zauner ernannte Wagner am 1. August 1973 zum Generalvikar der Diözese Linz, dessen Nachfolger 1982 Josef Ahammer wurde. Von 1971 bis 1981 war Bischof Wagner zudem als Pressesprecher und Referent für Entwicklungshilfe der Österreichischen Bischofskonferenz tätig. Am 12. Oktober 1981 wurde Wagner von Papst Johannes Paul II. zum Vizepräsidenten des Päpstlichen Rates „Cor Unum“, der vatikanischen Koordinationsstelle aller kirchlichen Sozial- und Entwicklungshilfewerke, berufen. Am 1. Oktober 1992 wurde Alois Wagner zum Titularerzbischof pro hac vice und gleichzeitig zum ständigen Vertreter des Heiligen Stuhles bei den internationalen Organisationen der Vereinten Nationen in Rom ernannt, so etwa auch bei der Ernährungs- und Landwirtschaftsorganisation (FAO), der UNO-Organisation für Ernährung, Landwirtschaft und Welthungerhilfe.

### Rücktritt und Lebensabend
Am 8. Juli 1999 nahm Papst Johannes Paul II. seinen altersbedingten Rücktritt an. Anschließend kehrte Wagner als Seelsorger nach Oberösterreich zurück. Nach seinem Tod 2002 wurde Erzbischof Wagner in der Krypta des Neuen Doms in Linz bestattet.

## Auszeichnungen und Mitgliedschaften
- Großes Goldenes Ehrenzeichen mit Stern der Republik Österreich
- Großes Verdienstkreuz mit Stern des Verdienstordens der Bundesrepublik Deutschland
- Großes Ehrenzeichen des Landes Oberösterreich
- Ehrenring der Landeshauptstadt Linz (1997)
- Ehrenbürger der Gemeinde Leopoldschlag
- Ehrenmitglied der akademischen Verbindung Austria Innsbruck im ÖCV
- Ehrenmitglied der katholischen österreichischen Studentenverbindung Austria Wien im ÖCV
- Ehrenmitglied der katholischen akademischen Verbindung Austro-Danubia im ÖCV
- Ehrenmitglied der katholischen akademischen Verbindung Capitolina im CV